# Мекиње
.
Мекиње су јестив млевен омотач семена или спољни заштитни слој пшенице, ражи и других житарица, раздвојен од језгра. Пшеничне мекиње, које се највише производе, садрже 16% протеина, 11% природних влакана и 50% угљених хидрата. Имају корисно дејство на дигестивни тракт (варење) човека. Тада се производе рафинисаније, за цереалије. Такође се користе и за храну стоке, и тада се грубо мељу.